# Oligosoma infrapunctatum
Oligosoma infrapunctatum là một loài thằn lằn trong họ Scincidae. Loài này được Boulenger mô tả khoa học đầu tiên năm 1887.